# Jorge Alexandre de Meclemburgo-Strelitz
Jorge Alexandre de Meclemburgo-Strelitz (em russo: Георгий Георгиевич; romaniz.: Georgy Georgievich; Remplin, 6 de junho de maio; 25 de maio no calendário juliano de 1859 — São Petersburgo, 5 de dezembro; 22 de novembro calendário juliano de 1909) foi o filho mais velho sobrevivente do duque Jorge Augusto de Meclemburgo-Strelitz e da grã-duquesa Catarina Mikhailovna da Rússia. Ele era bisneto do czar Paulo I e primo do czar Alexandre III da Rússia. Embora fosse um príncipe alemão da casa de Mecklemburgo-Strelitz, ele foi criado na Rússia Imperial, onde viveu toda a sua vida.
Ele seguiu carreira como oficial no exército russo e foi Major-general e Comandante do Regimento dos Dragões da Guarda Vida. Jorge Alexandre era um amante da música, um violoncelista e compositor habilidoso. Em 1896, ele organizou um quarteto de cordas chamado Quarteto de Meclemburgo. Ele contraiu um casamento morganático e seus direitos e herança passaram para seu irmão mais novo Carlos Miguel, Duque de Meclemburgo. Seus quatro filhos receberam o título de Condes de Carlow, mas após sua morte, seu irmão solteiro adotou seu filho Jorge, Conde de Carlow, que se tornou o herdeiro da casa de Meclemburgo-Strelitz em 1934.

## Primeiros anos

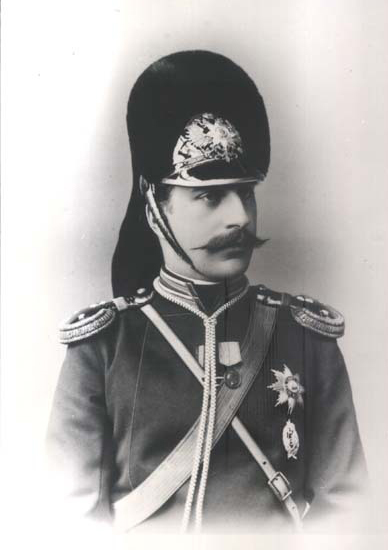
Jorge Alexandre em uniforme militar

Jorge Alexandre Miguel Frederico Guilherme Francisco Carlos nasceu em 6 de junho de 1859 no Palácio de Remplin, uma propriedade familiar adquirida por seus pais em Meclemburgo pouco antes de seu nascimento. Seu pai, o duque Jorge Augusto de Meclemburgo-Strelitz, era filho do grão-duque de Meclemburgo-Strelitz. Sua mãe, a grã-duquesa Catarina Mikhailovna da Rússia, era neta do czar Paulo I da Rússia. Embora o duque Jorge Alexandre fosse, por nascimento, um príncipe alemão da casa de Meclemburgo-Strelitz, seu pai havia se estabelecido na Rússia dentro da família de sua esposa. Jorge Alexandre e seus irmãos foram criados na Rússia, mas mantiveram a religião luterana de seus ancestrais paternos. Ele era conhecido na Rússia como Jorge Georgievich Júnior, para distingui-lo de seu pai, que tinha o mesmo nome e patronímico.
Ele recebeu uma educação militar e seguiu carreira como oficial no exército russo. Criado no Palácio Mikhailovski, a residência de sua avó materna, a grã-duquesa Helena Pavlovna, Jorge Alexandre, influenciado pela avó, se interessou muito por música desde cedo. A partir dos doze anos, teve aulas com Karl Davidov, um compositor, professor do Conservatório de São Petersburgo e o violoncelista mais proeminente da Rússia na época. A paixão de Jorge Alexandre pela música o fez considerar por um tempo seguir uma carreira como violoncelista profissional.  Ele era um bom pianista, um excelente violoncelista e gostava de escrever composições musicais. De 1879 a 1881, estudou belas artes e filosofia nas Universidades de Leipzig e Estrasburgo.

## Casamento
Jorge Alexandre se apaixonou pela dama de companhia de sua mãe, Natália Feodorovna Vanliarskia, filha de Feodor Ardalionovich Vanliarski, um conselheiro de Estado do Império Russo, que serviu no Ministério das Finanças. Ela era membro de uma família nobre que tinha emigrado da Alemanha para a Rússia no século XVII, cujo nome era originalmente von Lahr. Natália era uma cantora habilidosa e o casal foi unido pela paixão compartilhada pela música. A grã-duquesa Catarina Mikahilovna se opôs à união e demitiu Natália, esperando que seu filho esquecesse o caso e se casasse com uma noiva de origem real. No entanto, Jorge Alexandre persistiu e em junho de 1889 foi para a Alemanha para obter a permissão para se casar do chefe da família, seu tio, o grão-duque Frederico Guilherme. Com o consentimento de seu tio, Jorge Alexandre se casou com Natália Vanliarskia em 14 de fevereiro de 1890 em São Petersburgo. Como Natália não era membro de uma família real reinante, sua união foi considerada morganática e ela recebeu do grão-duque de Meclemburgo-Strelitz o título de Condessa de Carlow, nome de uma propriedade de Jorge Alexandre localizada em Karlivka, na província de Poltava. O casamento de Jorge Alexandre e Natália foi feliz e ela acabou se tornando amada pela família do marido.

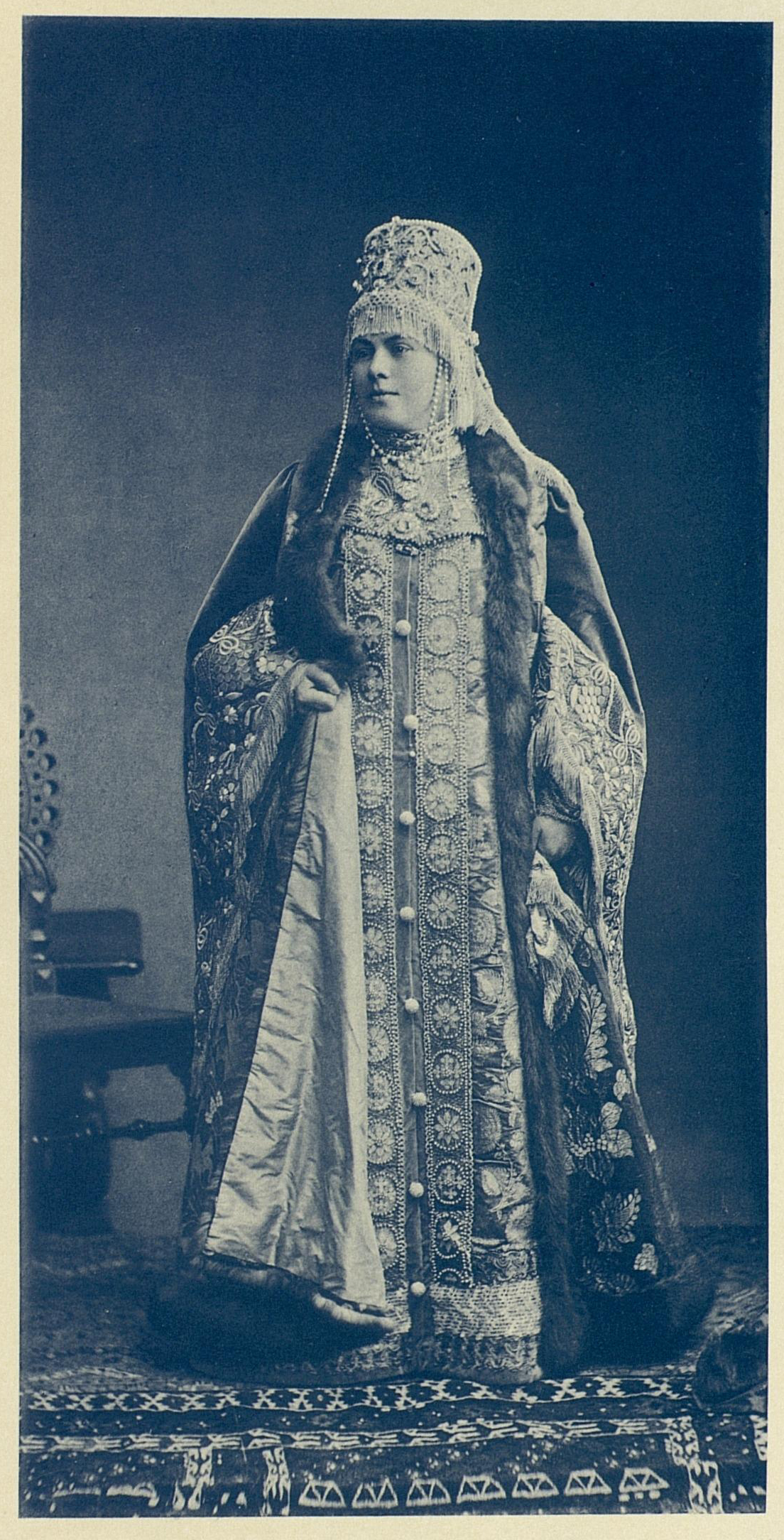
Natália em traje tradicional russo para um baile à fantasia

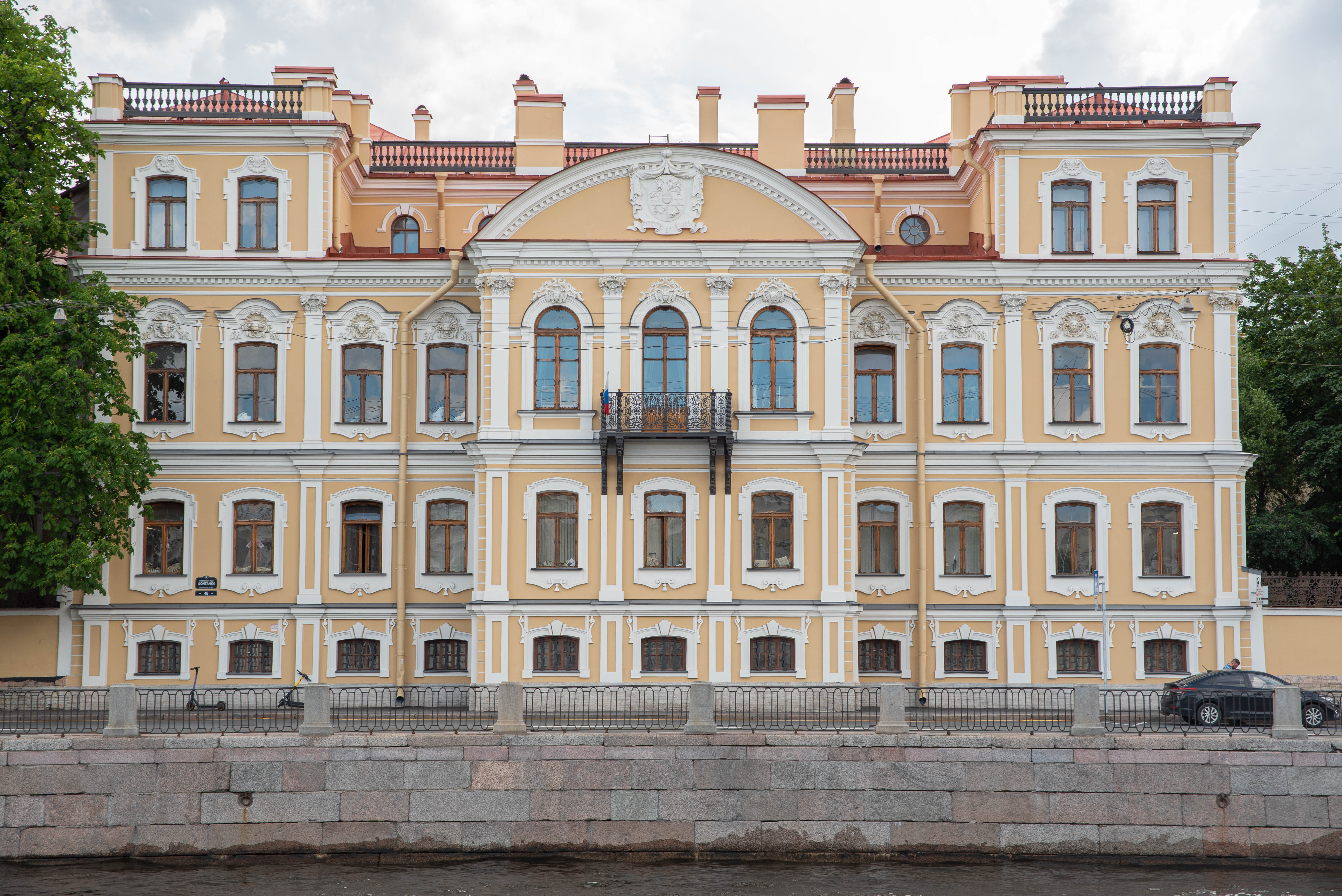
Mansão de Jorge Alexandre e Natália na rua Fontanka nº 46

O casal inicialmente vivia em uma ala oeste do Palácio Mikhailovski, onde quinze cômodos foram cedidos a eles. Após a morte da grã-duquesa Catarina Mikhailovna em 1894, o Palácio Mikhailovski e a maior parte de sua herança passaram para os irmãos de Jorge Alexandre, Carlos Miguel e Helena. Em 1895, o czar Nicolau II comprou o palácio para abrigar a coleção do Museu Russo. Então Jorge Alexandre mudou-se com sua família para sua própria residência localizada na rua Fontanka nº 46. A mansão foi projetada pelo próprio duque e imediatamente se tornou um centro de encontros para músicos e artistas. A residência de verão da família era o Palácio de Oranienbaum, no Golfo da Finlândia.

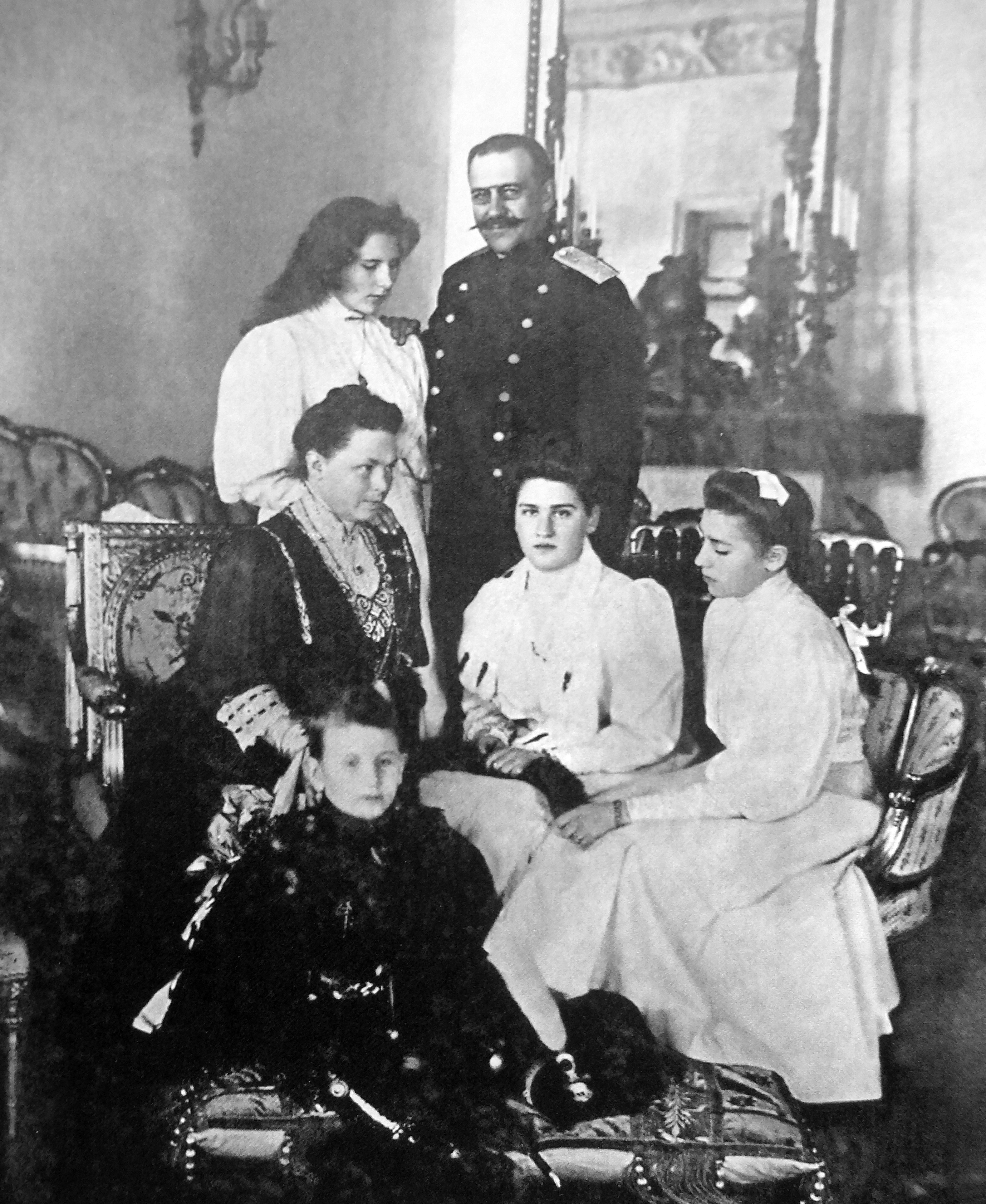
Jorge Alexandre com a esposa e filhos

Os casal teve quatro filhos que receberam o título da mãe, Condes de Carlow:
1. Catarina (25 de julho de 1891 - 9 de outubro de 1940, vítima de blitz aérea alemã em Londres) casada com o príncipe Vladimir Emanuelovich Galitzine em 1913;[12]
2. Maria (31 de outubro de 1893 - 5 de setembro de 1979), casada com o príncipe Boris Dmitrievich Galitzine em 1916, ficou viúva em 1919 e se casou com o conde Vladimir Petrovich Kleinmichel;[13]
3. Natália (20 de novembro de 1894 - 4 de dezembro de 1913);[14]
4. Jorge (5 de outubro de 1899 - 6 de julho de 1963), casado com a nobre russa Irina Mikhailovna Tosloy em 1920, ficou viúvo em 1955 e se casou com a arquiduquesa Carlota da Áustria.[15]

## Vida posterior
Jorge Alexandre foi chefe do comitê para o quinquagésimo aniversário da carreira de Anton Rubinstein comemorado em 1889. Após a morte de Rubinstein em 1894, sua família deu sua batuta ao duque. Em 1896, Jorge Alexandre organizou um quarteto de cordas, que recebeu o nome de Quarteto de Meclemburgo (depois de 1917, tornou-se parte da Filarmônica de Petrogrado). As apresentações foram um grande sucesso não apenas na capital russa, mas também no exterior. Foi o primeiro quarteto russo a fazer uma turnê europeia, recebendo críticas favoráveis em sua apresentação em Londres em 1907.
O duque Jorge Alexandre também era um colecionador de arte. De seu avô, o grão-duque Miguel Pavlovich, ele herdou uma rica coleção de litografias francesas, pinturas, porcelana de Meissen e edições de luxo de livros. Ele constantemente adicionava novas obras às suas coleções e participava de exposições. Jorge Alexandre era muito respeitado não apenas no mundo da música.
Paralelamente à sua paixão pela música, ele continuou com sua carreira militar. Em 1902, foi nomeado Major-general e Comandante do Regimento dos Dragões da Guarda Vida e, a partir de 1906, comandante da 1ª Brigada da 1ª Divisão de Cavalaria da Guarda. Em 1907, foi nomeado chefe das tropas à disposição da Guarda no Distrito Militar de São Petersburgo.
Ele morreu repentinamente em 5 de dezembro de 1909, aos 50 anos. Ele foi enterrado no parque do Palácio de Oranienbaum, a residência de verão de sua família no Golfo da Finlândia. Sobre seu túmulo foi erguida uma cruz de mármore preto com uma placa que trazia a inscrição: Aqui jaz um marido e pai profundamente reverenciado e um grande cidadão de Oranienbaum. Após a revolução, o túmulo foi destruído e a inscrição desapareceu. Sua filha Natália, que morreu jovem, também foi enterrada em Oranienbaum. A viúva do duque e seus outros três filhos sobreviveram à Revolução Russa e emigraram para a Europa Ocidental. Natália morreu em Cannes, França, em 1921. O filho mais novo e único filho do casal, Jorge, Conde de Carlow, foi adotado por seu tio solteiro Carlos Miguel, Duque de Meclemburgo e tornou-se o herdeiro da casa de Meclemburgo-Strelitz em 1934. O bisneto de Jorge Alexandre, o duque Borwin, é o atual chefe da casa de Mecklemburgo.

## Honras
- Grã-Cruz da Ordem da Coroa Wendica, 16 de fevereiro de 1876[16][17]
- Grã-Cruz da Ordem do Falcão Branco, 1881[18]
- Grã-Cruz da Ordem da Casa Ernestina de Saxônia[16]
- Cavaleiro da Ordem de Santo André[16]
- Cavaleiro da Ordem de São Vladimir[16]